# Корбі (абатство)
49°54′32″ пн. ш. 2°30′37″ сх. д. / 49.908889° пн. ш. 2.510278° сх. д.
Абатство Корбі (фр. Abbaye de Corbie ; повна назва — Королівське абатство Святого Петра в Корбі, фр. Abbaye Royale Saint-Pierre de Corbie) — колишнє бенедиктинське абатство у Франції. Розташоване в Корбі у долині річки Сомми, у департаменті Сомма, регіон Пікардія.

## Історія
Корбі було засновано меровінгською королевою Батильдою в 657—661 роках. Першим настоятелем був Теодофрід. Ща часів Каролінгів абатство стало великим центром духовного життя та вченості. У скрипторії Корбі прибл. 780 року був вперше впроваджений каролінгський мінускул, основний тип писемності у Франкській державі (пізніше та за його межами). Допитливі ченці Корбі розшукували по всій Європі унікальні (до того часу невідомі) рукописи античних вчених та богословської літератури отців церкви, переписували їх, прикрашаючи вишуканими мініатюрами, і дбайливо зберігали копії в бібліотеці. Завдяки Корбі Європа долучилася до праць Аристотеля, Евкліда, Боеція, Кассідора та інших великих письменників античності. У 881 році абатство було зруйноване вікінгами, але відбудовано заново й під заступництвом королів стало ще багатшим і розкішнішим.

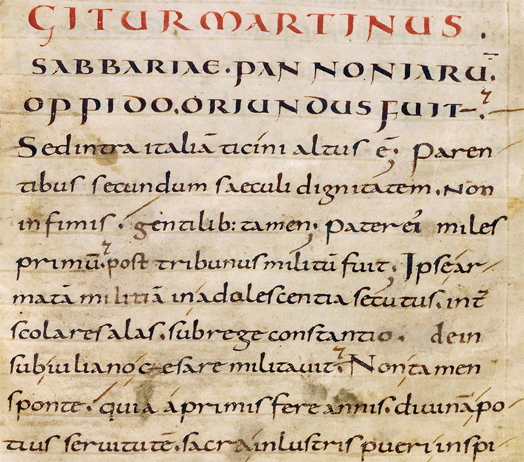
ВІта св. Мартіна. Рукопис VIII ст. з Корбі (записаний каролінгським мінускулом)

Унікальна бібліотека абатства проіснувала тисячу років і була розпорошена лише французькими революціонерами наприкінці XVIII століття.
На початку IX століття двома корбійськими ченцями, Вала та Аделардом, у Вестфалії було засновано «нове абатство Корбі», яке проіснувало до початку XIX століття.

## Церква святого Петра
Колишня абатська церква монастиря Корбі була побудована в готичному стилі і внесена до списку історичних пам'яток Франції з 1919 року. Сьогодні вона дає лише слабке уявлення про те, якою вона була, за часів свого будівництва.
Нинішня будівля є третьою церквою, збудованою на цьому місці, вона присвячена апостолам Петру і Павлу. Будівництво розпочалося у 1501 році за часів 61-го принца-абата Корбі Гійома III де Кореля (1506-1522), після знесення попередньої романської будівлі. Після завершення будівництва у 1775 році, яке часто затримувалося, нава виросла до 117 метрів. Трансепти разом мали довжину 50 метрів. Хрестова вежа досягла висоти 90 метрів.
Абатський храм був проданий ще у 1792 році під час Французької революції, а згодом був покинутий і використовувався як каменоломня. У 1816 році, всупереч попередньому плану, було вирішено не зносити його повністю, а зменшити його розміри. Позбавлена хору і трансептів, нава тепер має довжину лише 37 метрів. Склепіння на висоті 25 метрів і дві монументальні 55-метрові західні вежі все ще свідчать про її колишню велич.
Сьогодні колишній абатський храм слугує місцем поклоніння католицької парафії Сент-Колетт-де-Труа-Валле. 